# Soesjevo
Soesjevo (Bulgaars: Сушево), ook geschreven als Sushevo of Suševo, is een dorp in het noordoosten van Bulgarije. Zij is gelegen in de  gemeente Zavet,  oblast Razgrad. 

## Ligging
Het dorp Soesjevo ligt tussen het dorp Sevar (3 km) en de stad Zavet (7 km) in. Op 7 km afstand van het dorp ligt het dorp Prelez, terwijl Brestovene op 12 km afstand ligt.

## Bevolking
In de eerste volkstelling van 1934 registreerde het dorp 830 inwoners. Dit aantal groeide tot een officiële hoogtepunt van 1138 inwoners in 1965. Sindsdien, en met name in de periode 1985-1992, loopt het inwonersaantal in een rap tempo terug. Op 31 december 2019 telde het dorp 336 inwoners.
Van de 641 inwoners reageerden er 481 op de optionele volkstelling van 2011. Van deze 481 respondenten identificeerden 447 personen zichzelf als Bulgaarse Turken (92,9%), gevolgd door 30 etnische Bulgaren (6,2%) en 4 ondefinieerbare personen (0,8%).
Van de 641 inwoners in februari 2011 werden geteld, waren er 83 jonger dan 15 jaar oud (12,9%), gevolgd door 448 personen tussen de 15-64 jaar oud (69,9%) en 110 personen van 65 jaar of ouder (17,9%).
Brestovene · Ivan Sjisjmanovo · Ostrovo · Prelez · Soesjevo · Veselets · Zavet